# Maomé Azão Cã
Maomé Azão Cã (em pastó: محمد عظم خان) foi o Emir do Afeganistão de 7 de outubro de 1867 até 21 de fevereiro de 1868. ele era um dos filhos de Doste Maomé Cã, Azão Cã herdou o poder de seu irmão Maomé Afezal Cã após a morte deste em 7 de outubro de 1867. Após a morte de Azão Cã no ano seguinte, seu outro irmão,Xer Ali Cã, foi reintegrado como Emir do Afeganistão. Era do grupo étnico pastó e pertencia à tribo Baraquezai. Sua mãe era filha do mulá Ali Sadique, o Sardar (Governador) da tribo Bangaxe.